# Risser Falk
Der Risser Falk (früher auch Großer Falk genannt) ist ein 2413 m ü. A. hoher Berg in der Falkengruppe im Karwendel in Tirol.

## Anstiege
Der Gipfel ist aus dem Rißtal durch das Falkenkar oder von der Eng (1227 m ü. A.) über die Falkenhütte (1848 m ü. A.) und das Ladizjöchl erreichbar (Stellen II).
- Aus dem Rißtal weglos durch das Falkenkar zur Grünen-Rinn-Scharte (2290 m ü. A.) und über den Südgrat (II) auf den Gipfel (teilweise schöne Kletterei in festem Fels).
- Länger, aber etwas einfacher zu finden: Von der Eng über die Falkenhütte und das Ladizjöchl zum Steinfalk, weiter über dessen Nordwestrücken ins Talelekirchkar und auf dem Verbindungsgrat und in dessen Westflanke über einige Rippen und Rinnen nach Norden zur Grünen-Rinn-Scharte. Weiter wie oben beschrieben.